# Gustav Thiefenthaler
Gustav Gotthardt Tiefenthaler (25 de julio de 1886 - 14 de abril de 1942) fue un luchador estadounidense que compitió en los Juegos Olímpicos de San Luis 1904.
En estos Juegos Olímpicos, ganó la medalla de bronce en la categoría de peso Libre menos de 105¾ lb masculino.
Él nació en Suiza y murió en Saint Louis, Missouri.